# Лолли (певица)
Анна Шанта Камбл (англ. Anna Shantha Kumble), наиболее известна как Лолли (англ. Lolly; род. 27 июня 1977, Саттон-Колфилд, Бирмингем) — британская поп-певица, телеведущая, актриса.

## Карьера
Анна Камбл перед тем, как начать карьеру певицы, работала фотомоделью. В 1999 году дебютировала на британской поп-сцене с синглом «Viva La Radio». За свою двухлетнюю карьеру она выпустила пять синглов и два альбома. Её настоящее имя было упомянуто в журнале Smash Hits. После ухода из лейбла Polydor Лолли вернулась к своему настоящему имени и начала карьеру телеведущей. В частности вела программу производства BBC Xchange. Также работала на канале Nickelodeon. Была ведущей детской телепрограммы CITV Toonattik вместо уволенной Анны Уильямсон. Также Лолли активно выступала в театрах по всей Великобритании. В частности играла в мюзикле «Звёздный Экспресс» в театре «Аполло Виктория», в Вест-Энде, и исполнила роль Присциллы Пресли в мюзикле «Элвис» в театре «Принц Уэльский». В 2003 году исполнила бэк-вокальные партии на альбоме группы The Fast Food Rockers It’s Never Easy Being Cheesy.

### Карьера в пантомимах
Участвовала во множестве пантомимах. В 2002 году сыграла роль Динь-Динь в постановке «Питер Пен», в Королевском театре «Ройал Брайтон». В 2003 году сыграла главную роль в постановке «Белоснежка и семь гномов» в «театре «Павильон»» в Борнмуте. В 2006 году исполнила главную роль в постановке «Дик Уиттингтон» в театре The Playhouse, Weston-Super-Mare, в Уэстон-сьюпер-Мэр. В 2009 году Камбл снова участвовала в «Дик Уоттингтон» в роли Фейри Боуэллс в театре Stag, в графстве Кент.
В 2010 году Камбл снова играла в постановке «Питер Пен», исполнив на сей раз роль Тигровой Лилии в театре «Линчфилд-Гаррик». В декабре 2012 года сыграла в постановке «Джек и бобовый стебель» в Уэймуте.

## Личная жизнь
Родилась в семье доктора Джейкера и Барбары Камбл в Саттон-Колфилде. Имеет брата Пола и сестру Джоди. Обучалась в The Shrubbery School, Highclare School и Plantsbrook School в Саттон-Колфилде. Окончила London Studio Centre. Имеет двух детей.

## Дискография

### Синглы
| Год  | Сингл                                  | Высшая позиция в чартах | Альбом         |
| Год  | Сингл                                  | UK                      | Альбом         |
| ---- | -------------------------------------- | ----------------------- | -------------- |
| 1999 | «Viva La Radio»                        | 7                       | My First Album |
| 1999 | «Mickey»                               | 4                       | My First Album |
| 1999 | «Big Boys Don’t Cry» / «Rockin' Robin» | 10                      | My First Album |
| 2000 | «Per Sempre Amore»                     | 11                      | Pick 'n' Mix   |
| 2000 | «Girls Just Want to Have Fun»          | 14                      | Pick 'n' Mix   |
| 2018 | "Stay Young and Beautiful"             |                         |                |

### Альбомы
| Год  | Название                            | Высшая позиция в чартах | Продажи и сертификации |
| Год  | Название                            | UK                      | Продажи и сертификации |
| ---- | ----------------------------------- | ----------------------- | ---------------------- |
| 1999 | My First Album - 1 студийный альбом | 21                      |                        |
| 2000 | Pick 'n' Mix - 2 студийный альбом   | 80                      |                        |
| 2000 | The B-Sides Collection - Сборник    | -                       |                        |